# Pawlo Fylypowytsch

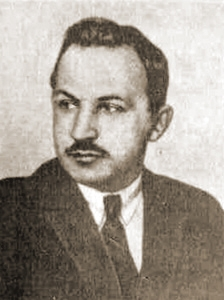
Pawlo Fylypowytsch vor 1937

Pawlo Petrowytsch Fylypowytsch (ukrainisch Павло Петрович Филипович; * 20. Augustjul. / 1. September 1891greg. in Kajtaniwka, Gouvernement Kiew, Russisches Kaiserreich; † 3. November 1937 in Sandarmoch, Karelische ASSR, Sowjetunion) war ein ukrainischer Schriftsteller, Literaturkritiker und Übersetzer. Er gehört der „erschossenen Wiedergeburt“, einer durch die Stalinistische Säuberungen ermordeten Generation von Schriftstellern der Ukrainischen SSR an.

## Leben

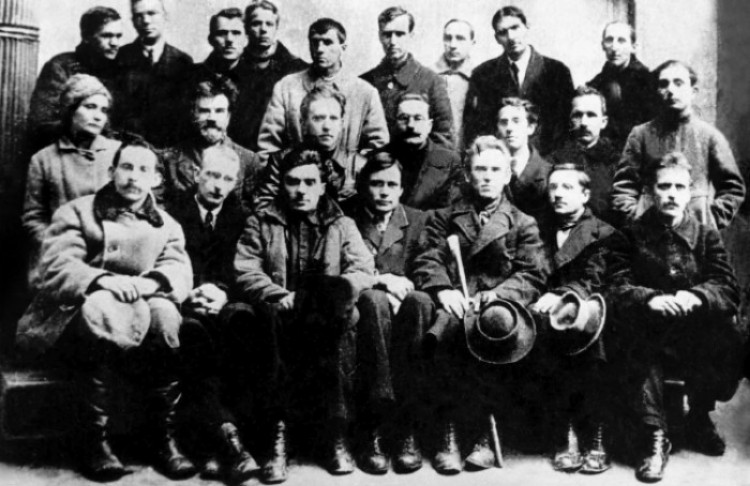
Charkiwer und Kyjiwer Künstler, 1923. Von links nach rechts. Erste Reihe: Maksym Rylskyj, Jurij Meschenko, Mykola Chwylowyj, Majk Johansen, Juchym Mychajliw, Mychajlo Werykiwskyj, Pylyp Kosyzkyj. Zweite Reihe: Natalja Romanowytsch, Mychajlo Mohyljanskyj, Wassyl Ellan-Blakytnyj, Serhij Pylypenko, Pawlo Tytschyna, Pawlo Fylypowytsch. Dritte Reihe: Dmytro Sahul, Mykola Serow, Mychajlo Draj-Chmara, Hryhorij Kossynka, Wolodymyr Sosjura, Teodosij Osmatschka, Wolodymyr Korjak, Mychajlo Iwtschenko

Pawlo Fylypowytsch kam im Dorf Kajtaniwka bei Katerynopil in der heutigen ukrainischen Oblast Tscherkassy in einer Priesterfamilie zur Welt. Sein Abitur machte er 1910 mit Auszeichnung am Kiewer Pawlo-Galagan-Gymnasium (Колегія Павла Ґалаґана) und studierte anschließend bis 1915 zunächst Recht, später slawisch-russische Philologie an der Wladimir-Universität Kiew. Von 1917 an war Fylypowytsch Privatdozent und ab 1933 Professor für Literaturgeschichte an der Kiewer  Universität.
Er war assoziiertes Mitglied der All-ukrainischen Akademie der Wissenschaften sowie Sekretär ihrer historisch-literarischen Gesellschaft.
Seine ersten Gedichte veröffentlichte er 1910 unter dem Pseudonym Pawel Sorew in russischsprachigen Zeitschriften. Nach der Oktoberrevolution 1917 begann Fylypowytsch in ukrainischer Sprache zu schreiben. In den 1920er Jahren war er, neben Mykola Serow, Jurij Klen, Mychajlo Draj-Chmara und Maksym Rylskyj Mitglied der Künstlergruppe der „ukrainischen Neoklassiker“.
1935 wurde Fylypowytsch verhaftet und 1936 vom Militärgericht des Kiewer Militärbezirks in einer geschlossenen Gerichtsverhandlung zu 10 Jahren Gefangenschaft sowie Einziehung seines Vermögens verurteilt und in den Gulag auf den Solowezki-Inseln verbracht. Am 9. Oktober 1937 wurde er schließlich ohne Angabe von Gründen von einem Spezialgericht des NKWD zum Tode verurteilt und am 3. November 1937 anlässlich des zwanzigsten Jahrestages der Oktoberrevolution von 1917 erschossen.